# Wandignies-Hamage
Wandignies-Hamage è un comune francese di 1 269 abitanti situato nel dipartimento del Nord nella regione dell'Alta Francia.

## Società

### Evoluzione demografica
Abitanti censiti